# Tanggula Shankou
Tanggula Shankou (kinesiska: 唐古拉山口, 当拉) är ett bergspass i Kina. Det ligger i den autonoma regionen Tibet, i den sydvästra delen av landet, omkring 360 kilometer norr om regionhuvudstaden Lhasa. Tanggula Shankou ligger 5 116 meter över havet.
Runt Tanggula Shankou är det mycket glesbefolkat, med 2 invånare per kvadratkilometer. Det finns inga samhällen i närheten. Trakten runt Tanggula Shankou består i huvudsak av gräsmarker.